# La Guerre des capsules
La Guerre des capsules est un court-métrage français de Pierre Simon réalisé en 1964.

## Fiche technique
- Réalisation et scénario : Pierre Simon
- Musique du film : Francis Lemarque
- Directeur de la photographie : Georges Balogil

## Distribution
- Jean Carmet
- Jean Tissier
- Jacques Dynam
- René Dorisse